# カルロヴァツ郡

カルロヴァチュカ郡の位置

カルロヴァツ郡(カルロヴァツぐん、Karlovačka županija)は中央クロアチアに位置する郡。郡都はカルロヴァツ。

## 地理
シサク＝モスラヴィナ郡、プリモリェ＝ゴルスキ・コタル郡、リカ＝セニ郡、またスロヴェニアとボスニア・ヘルツェゴビナにも接している。

## 行政区分
- ドゥガ・レサ
- オグリン
- オザリ
- スルニ
- バリロヴィチ
- ボシリェヴォ
- ツェティングラード
- ドラガニッチ
- ゲネラルスキ・ストール
- ヨシプドル
- クルニャク
- ラシニャ
- ネトレティチ
- プラスキ
- ラコヴィツァ
- リブニク
- サボルスコ
- ドウニ
- ヴォイニチ
- ジャカニェ